# Keir Mather
Keir Alexander Mather ( / kɪər ˈm eɪ ð ər / ; né en 1998) est un homme politique travailliste britannique, député de Selby et Ainsty depuis l'élection partielle de 2023. Au moment de son élection, âgé de 25 ans, Mather est le plus jeune député en exercice.

## Jeunesse et éducation
Keir Alexander Mather est né en 1998 à Kingston upon Hull. Il porte le prénom de Keir Hardie, le fondateur du Parti travailliste,. Mather passe son enfance à Brough, East Riding of Yorkshire. Sa mère, Jill Tambaros (née Golding) est enseignante et son père, Mick Mather, est travailleur social et militant du Parti travailliste. Mather rejoint le Parlement des jeunes et crée un groupe travailliste pour les jeunes à Hull,. Il fait ses études « pendant une courte période » dans une école préparatoire privée, puis dans des écoles publiques, notamment la South Hunsley School à Melton,.

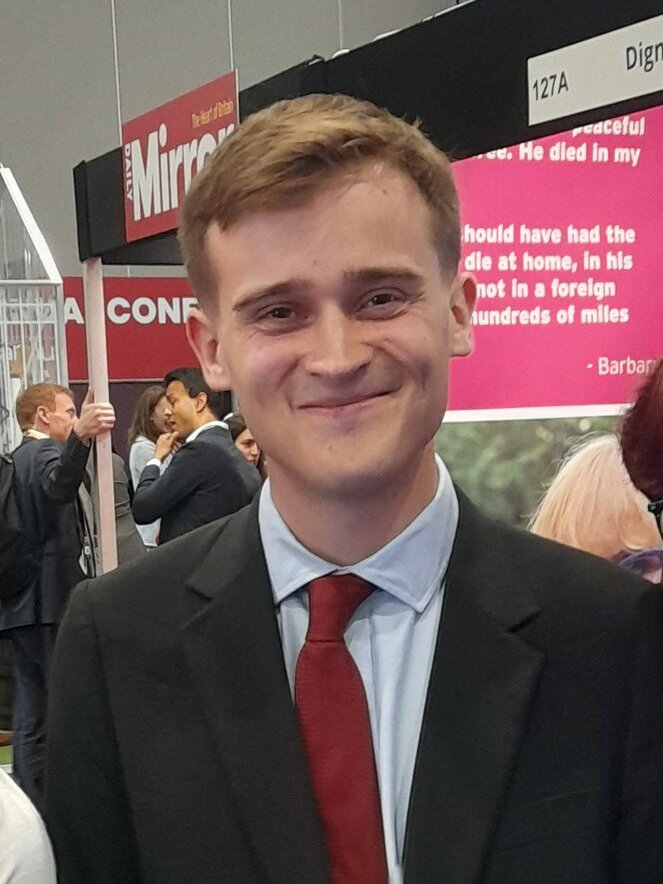
Keir Mather à la conférence du Parti travailliste de 2023.

Il obtient des diplômes de premier cycle et de maîtrise de l'université d'Oxford, obtenant une première en histoire et politique au Wadham College avant de recevoir une maîtrise en politiques publiques (MPP) à l'University College. Alors qu'il est étudiant à Oxford, il est nommé responsable de la société de débat de l'Oxford Union, comme responsable de la recherche et est également coprésident du Club travailliste de l'université d'Oxford. Pendant ses études à Oxford, Mather travaille comme chercheur pour le journaliste du Times et ancien député conservateur Matthew Parris.
Keir Mather travaille comme conseiller aux affaires publiques pour la Confédération de l'industrie britannique pendant 18 mois, avant d'être assistant parlementaire pour le député travailliste Wes Streeting de 2019 à 2020.

## Carrière parlementaire
Keir Mather remporte le siège de Selby et Ainsty dans le Yorkshire du Nord lors d'une élection partielle tenue le 20 juillet 2023, provoquée par la démission du député conservateur Nigel Adams, qui avait été élu avec une majorité de 20 137 voix aux élections générales de 2019.
Âgé de 25 ans lors de son élection, Keir Mather devient le plus jeune député en exercice, surnommé « Bébé de la Chambre », succédant à Nadia Whittome (née en 1996).
Keir Mather vote pour Remain lors du référendum sur le Brexit de 2016. Il n'est pas favorable au retour dans l'Union européenne ni à la tenue d'un deuxième référendum sur la question.